# Byblidaceae
Famille
Classification APG III (2009)
Les Byblidaceae (ou Byblidacées) sont une petite famille de plantes à fleurs dicotylédones de l'ordre des Lamiales; elle ne comprend que 3-7 espèces du genre Byblis.
Ce sont des plantes herbacées carnivores (à mécanisme passif) originaires d'Australie et de Nouvelle-Guinée.

## Étymologie
Le nom vient du genre type  Byblis, dont le nom grec Βύβλης / Byblis est l'éponyme. 
Dans  la mythologie grecque, Byblis est une nymphe  dont l'histoire a été racontée par le poète latin Ovide (43 av. J.-C. -  17 apr. J.-C.) dans son long poème les Métamorphoses.
Nièce d'Apollon, Byblis tomba amoureuse de son frère jumeau lequel rejeta son amour. De désespoir, elle s’abandonna dans un flot de larmes et, avant de mourir, se transforma en source ou en fontaine.
Les gouttelettes qui perlent sur les feuilles du  Byblis font référence aux larmes de la nymphe éconduite.

## Liste des genres
Selon World Checklist of Selected Plant Families (WCSP) (6 Jul 2010), Angiosperm Phylogeny Website (6 Jul 2010), NCBI (6 Jul 2010) et DELTA Angio (6 Jul 2010) :
- Byblis Salisb. (1808)

## Liste des espèces
Selon World Checklist of Selected Plant Families (WCSP) (6 Jul 2010) :
- genre Byblis Salisb. (1808)
  - Byblis aquatica Lowrie & Conran (1998)
  - Byblis filifolia Planch., Ann. Sc. Nat. (1848)
  - Byblis gigantea Lindl. (1840)
  - Byblis guehoi Lowrie & Conran (2008)
  - Byblis lamellata Conran & Lowrie (2002)
  - Byblis liniflora Salisb. (1808)
  - Byblis rorida Lowrie & Conran (1998)

Selon NCBI (6 Jul 2010) :
- genre Byblis
  - Byblis aquatica
  - Byblis filifolia
  - Byblis gigantea
  - Byblis guehoi
  - Byblis liniflora
  - Byblis rorida